# Elysius terra
Elysius terra är en fjärilsart som beskrevs av Druce 1906. Elysius terra ingår i släktet Elysius och familjen björnspinnare. Inga underarter finns listade i Catalogue of Life.